# Пинхасик, Гдалий Исаакович
Гда́лий Исаа́кович Пинха́сик (1897, Одесса, Херсонская губерния, Российская империя — 1951, Омск, Омская область, РСФСР, СССР) — советский партийный и государственный деятель. 

## Биография
Родился в октябре 1897 года в Одессе в семье маляра. Член РКП(б) с января 1918 года. 
В 1906 году уехал с родителями в Читу.  Маляр кустарных мастерских и строительных фирм (1911—1915). В 1918 году прокурор Забайкальского трибунала. В 1918-1919 годах работал в Верхнеудинске, Иркутске, Красноярске, Томске и Омске. В сентябре 1919 года мобилизован в армию Колчака, бежал 1 ноября того же года.
В 1919—1921 годах служил в ЧК Омска и был заместителем начальника ЧК Дальневосточной республики. В 1921—1923 годах заведовал отделом пропаганды и агитации Омского губкома РКП(б). С 1923 на партийной и советской работе в Новониколаевске, Середском уезде Ивановской губернии.
С мая 1927 по октябрь 1928 год ответственный секретарь Омского горкома РКП(б). Делегат XV съезда РКП(б), избран Омской окружной конференцией. С октября 1928 по март 1929 года заведующий орготделом Орловского окружкома ВКП(б). С марта по октябрь 1929 года ответственный инструктор Ивановского губкома ВКП(б).
С октября 1929 по август 1930 года ответственный секретарь Рыбинского окружного комитета ВКП(б). С  сентября 1930 по май 1931 года ответственный секретарь Рыбинского горкома ВКП(б).
- 01.06. - 11.08.1931 пом. зав. оргинструкторским отделом ЦК ВКП(б);
- октябрь 1931 - октябрь 1932 ответственный секретарь Красноуральского горкома ВКП(б), Уральская область;
- октябрь 1932 - февраль 1933 зав. сектором чёрной металлургии Уральского обкома ВКП(б);
- февраль 1933 - август 1936 зав. отделом агитации и пропаганды, зав. промышленно-транспортным отделом, 3-й секретарь Казахстанского крайкома ВКП(б).

С 1936 года Первый секретарь оргбюро ЦК ВКП(б) по Карагандинской области. С мая 1937 по 1938 год — Первый секретарь Карагандинского областного комитета ВКП(б). Этот период отмечен вхождением в состав особой тройки, созданной по приказу НКВД СССР от 30.07.1937 № 00447 и активным участием в сталинских репрессиях.
Депутат Верховного Совета СССР I созыва от Казахской ССР.
Арестован 22 марта 1938 года, 26 октября 1940 года осуждён к 8 годам ИТЛ. Реабилитирован 15 октября 1955 года. Умер в 1951 году в Омске.

## Семья
Жена — Таубе Давыдовна Пельменштейн (24.03.1900, Омск — 25.07.1983, там же).